# Lychrosimorphus vittatus
Lychrosimorphus vittatus är en skalbaggsart som beskrevs av Maurice Pic 1925. Lychrosimorphus vittatus ingår i släktet Lychrosimorphus och familjen långhorningar. Inga underarter finns listade i Catalogue of Life.